# Bombardier Incentro
Bombardier Incentro — модель трамвая, спочатку виготовлявся Adtranz, а пізніше Bombardier Transportation. 
Це п’ятисекційний низькопідлоговий зчленовий трамвай, створений для двостороннього руху і здатний розвивати швидкість до 80 км/год. 
Трамваї «Incentro» використовуються мережею Нантського трамваю, а 15 складів версії AT6/5 використовуються мережею Ноттінгемського трамваю.
«Incentro» був розроблений «Adtranz», який був придбаний «Bombardier» в 2001 році. 
«Bombardier» більше не рекламує цю модель, віддаючи перевагу власному сімейству Flexity, яке має подібні моделі. 
Моделі «Incentro» мали сильний вплив на розвиток моделі Bombardier Flexity Berlin, представленої в 2008 році.  
Wiener Linien придбала Bombardier Flexity Wien в 2014 році, який також заснований на базі «Intentro». 
Хоча Niigata Transys ліцензувала дизайн для японського ринку, приводний вал був змінений таким чином, що він розглядався як окрема модель. 
Трамваї для Fukui Railway Fukubu Line і Окояма все ще виглядають схожими на «Intentro» за своєю формою кабіни.

## Різновиди
| Клас   | Місто     | Кількість побудовано | Рік спорудження | В дії | № блоку |
| ------ | --------- | -------------------- | --------------- | ----- | ------- |
| AT6/5L | Нант      | 33                   | 1999–2002       | 2000  | 351–383 |
| AT6/5  | Ноттінгем | 15                   | 2002–2003       | 2004  | 201–215 |